# Radničko-komunistička partija Bosne i Hercegovine
Radničko-komunistička partija Bosne i Hercegovine (RKP-BiH) je vanparlamentarna politička partija koja djeluje na području Bosne i Hercegovine od 2000. godine. U svom djelovanju vodi se marksističkom teorijom, a ideološki se definiše kao zagovornik demokratskog samoupravnog socijalizma. 
Radničko-komunistička partija Bosne i Hercegovine se u svom programu opredijelila i za poštovanje političkih sloboda građana, u koje spada i sloboda stranačkog organizovanja i djelovanja. Iako prihvata višepartijski sistem i u socijalizmu, partija smatra da glavnu ulogu u procesu političkog odlučivanja treba da imaju građani nezavisno od eventualne partijske pripadnosti, dok bi moć odlučivanja političkih stranaka bila radikalno smanjena.
Radničko-komunistička partija Bosne i Hercegovine se deklariše kao jugoslovenska partija, što znači da svoj krajnji cilj vidi u obnovi jugoslovenske federativne države u granicama do 1991. godine. Smatra da se zemlja nije raspala, nego je razbijena djelovanjem nacionalističkih političkih pokreta, koji su u njenom rušenju vidjeli svoj ekonomski i politički interes.
Radničko-komunistička partija Bosne i Hercegovine je 2005. godine aktivno učestvovala u kampanji prikupljanja potpisa sa zahtjevom Parlamentarnoj skupštini Bosne i Hercegovine za izmjene Zakona o PDV-u.
Ovo je jedina partija u Bosni i Hercegovini koja se protivi ulasku zemlje u EU i NATO pakt.
Partija je jedan od inicijatora saradnje komunističkih i radničkih partija sa prostora Jugoslavije. Postignuta je vrlo bliska saradnja sa organizacijama koje djeluju u svim jugoslovenskim republikama, a najviši oblik te saradnje je bila Prva jugoslovenska konferencija komunističkih i radničkih partija, koja je na inicijativu Radničko-komunističke partije Bosne i Hercegovine, održana u Beogradu, 26. i 27. marta 2005. godine. Na toj konferenciji je izabran Koordinacioni odbor ovih partija, čiji je trenutni predsjedavajući predsjednik Glavnog odbora RKP-BiH. Članovi ove partije aktivno učestvuju i u ostvarivanju nekih drugih zajedničkih projekata jugoslovenskih komunista i drugih radikalnih ljevičara.
Radničko-komunistička partija Bosne i Hercegovine ostvaruje saradnju sa više od 80 komunističkih i lijevo-socijalističkih partija iz čitavog svijeta. Predstavnici Radničko-komunističke partije Bosne i Hercegovine su u više navrata učestvovali (neposredno ili šaljući svoje referate) na mnogim međunarodnim konferencijama — u Atini, Solunu, Briselu, Meksiku i drugdje. Takođe su predstavnici turskih, grčkih, švedskih i ruskih komunista i lijevih socijalista boravili u posjeti Radničko-komunističkoj partiji Bosne i Hercegovine.
Radničko-komunistička partija Bosne i Hercegovine povremeno izdaje list Glas slobode.

## Spoljašnje veze
- Zvanična prezentacija Radničko-komunističke partije Bosne i Hercegovine